# Viki Fleckenstein
Pour les articles homonymes, voir Fleckenstein (homonymie).
Viki Fleckenstein, née le 20 septembre 1955 à Syracuse dans l'État de New York, est une skieuse alpine américaine.

## Résultats sportifs

### Coupe du monde
- Résultat au classement général : 32e en 1975. : 35e en 1976. : 27e en 1977. : 20e en 1978. : 19e en 1979. : 41e en 1980.

### Championnats du monde de ski alpin
- Garmisch 1978 slalom géant : 12e